# Oberalm-Formation

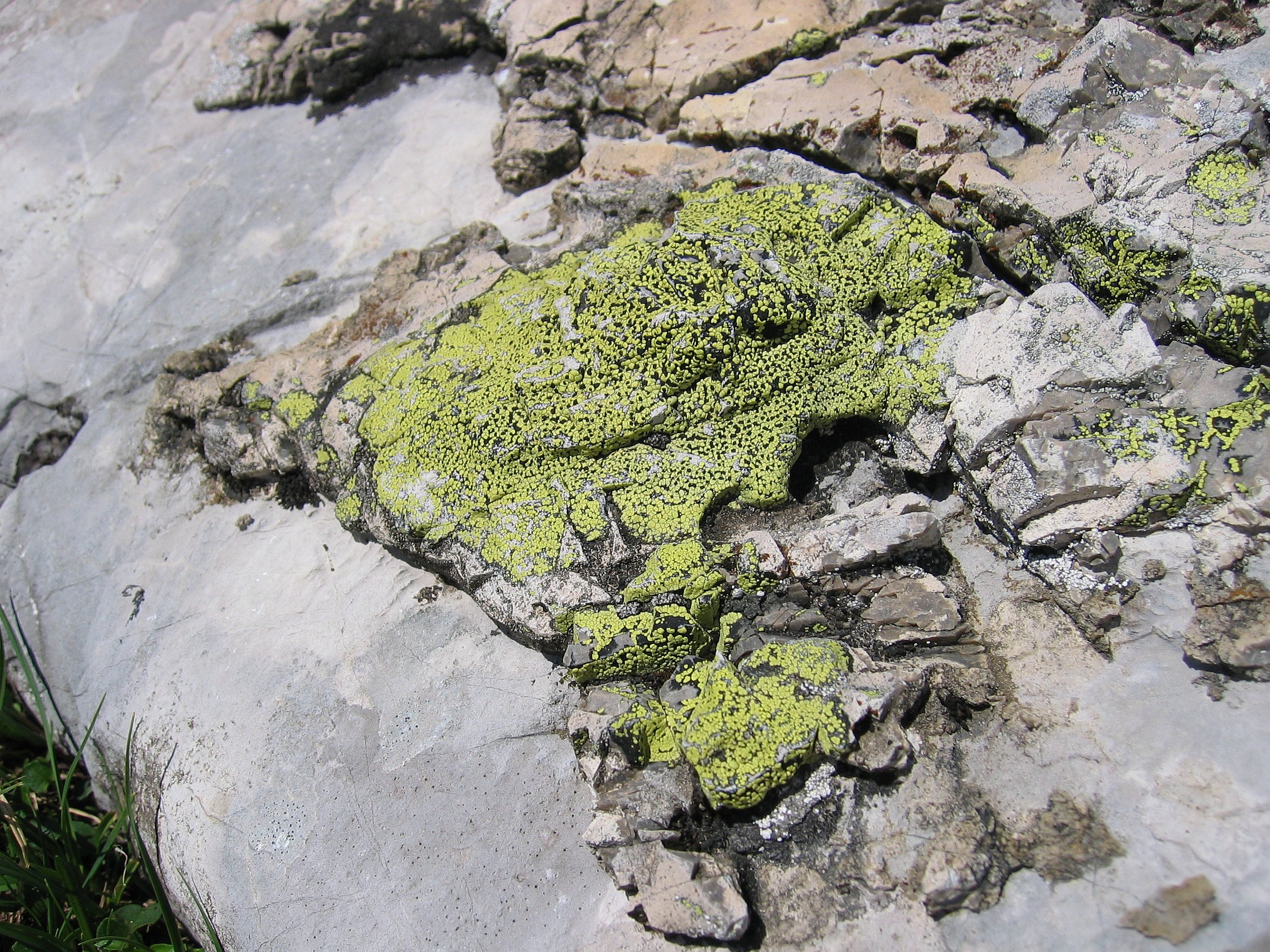
Oberalm-Formation, Wildgößl, Totes Gebirge. Zu erkennen ist die Hornstein führende Schicht, auf der die Landkartenflechte (Rhizocarpon geographicum) wächst.

Die Oberalm-Formation, früher auch Oberalmer Schichten oder Oberalmer Kalk, ist eine lithostratigraphische Formation in den Nördlichen Kalkalpen. Die Formation ist in den höheren, südlichen Anteilen der Nördlichen Kalkalpen anzutreffen und markiert dort den Jura-Kreide-Grenzbereich.

## Geschichte
Sie ist nach dem österreichischen Ort Oberalm im Salzburger Tennengau benannt. Der Begriff Oberalmer Schichten wurde von Marko Vincenc Lipold 1954 geprägt. B. Plöchinger und S. Prey verwendeten 1968 synonym die Bezeichnung Wurzener Kalk. Weiters gab es die Bezeichnung Rettenbachkalk, diese Bezeichnung umfasste mehrere Schichtglieder, unter anderem auch die der Oberalm-Formation.

## Definition
Die Formation wird von der Tauglboden- und der Sillenkopf-Formation unterlagert und teilweise von der Schrambach-Formation überlagert. Sie verzahnt sich mit der Ammergau- und der Tressensteinkalk. Datiert wird sie in das Kimmeridgium, Tithonium und das Berriasium, d. h., sie ist vor 157,3 bis 139,3 Millionen Jahren entstanden. Sie ist vor allem im Raum Salzburg und Oberösterreich entwickelt und kommt nur in den Nördlichen Kalkalpen (Ostalpine Decken) vor. An der Typlokalität bei Hallein ist sie 500 bis 600 Meter mächtig. Ihr westlichstes Vorkommen befindet sich in den Berchtesgadener Alpen, östlich gibt es Vorkommen bis zum Ostrand der Kalkalpen hin. Am stärksten ausgebildet ist die Formation in der Osterhorngruppe. Ausgedehnt kommt sie im Salzkammergut vor. Ihre maximale Mächtigkeit erreicht sie mit 800 Meter.

## Lithologie
Bei der Oberalm-Formation handelt es sich um pelagische Sedimente, vor allem um tonige, gut gebankte, mikritische Kalke. Daneben kommen auch kalkreichere, biogenschuttführende Kalke vor. Eingeschaltet in die Formation sind turbiditische Kalkbänke, die durch Trübeströme von benachbarten Karbonatplattformen entstanden sind und zahlreiche Hornsteine enthalten. Bänke aus turbiditischen Ablagerungen mit größerer Mächtigkeit nennt man Barmsteinkalk, nach den Barmsteinen im nördlichsten Teil des Haselgebirges zwischen Oberalm und dem Dürrnberg.

## Fossilien
Neben Kalkalgen und Kieselschwammskelettelementen finden sich an Mikrofossilien Radiolarien, Foraminiferen und Calpionellen.

## Wirtschaftliche Bedeutung
In Salzburg wird der dünn gebankte Kalk dieser Formation als wichtiger Naturbaustein für Gartenplatten und Mauerbau genutzt.